# Lago di Caccamo
Il lago di Caccamo è un lago artificiale italiano, che prende le sue acque dal fiume Chienti.

## Geografia
È situato nel comune di Serrapetrona, in provincia di Macerata, nella frazione di Caccamo sul Lago. È anche chiamato "lago di Pievefavera", o "lago di Borgiano", a causa della vicinanza alle due frazioni omonime.

## Storia e descrizione
È stato creato nel 1954 per fornire energia elettrica al vicino comune di Serrapetrona e ai comuni limitrofi. L'attività principale che vi si svolge è la pesca; il bacino per la sua lunghezza è inoltre idoneo alla pratica del canottaggio e per questo vi si disputano numerose gare. 
Durante alcuni giorni della settimana vi è inoltre situato un mercato ortofrutticolo ed un chiosco locale di fritti.